# 過海隧道巴士102R線
過海隧道巴士102R線是香港的一條特別過海隧道巴士路線，由九龍巴士及城巴聯合經營，由跑馬地馬場單向開往美孚，為馬迷提供前往油尖旺區及深水埗區的散場過海巴士服務，只於跑馬地馬場賽馬日服務。102R線源於過往102線馬場特別班次，現時兩線在九龍區的行車路線及停站位置亦完全相同，然而官方路線表令指出兩線之間並無任何關連，因此營辦商並不一致。

## 歷史
102R線前身為102線的跑馬地馬場特別班次，1981年9月19日起正名為102R，當時名義上由九巴及中巴合營，但實際上每個服務日僅由其中一間公司派車行走。1998年9月1日，中巴專營權結束，此路線改由九巴及新巴合營。
- 2020年1月29日：受新型冠狀病毒疫情影響，跑馬地馬場賽馬日實施特別安排，本線暫停服務[5]，直至翌年9月8日方恢復[6]。

- 2023年7月1日：因應新巴城巴合併，本線改由九巴及城巴聯合經營。

## 服務時間及班次
- 跑馬地馬場開：
  - 跑馬地馬場賽事尾場開始前35分鐘至完場後30分鐘，班次會因應客量而作出適當調整。

## 收費
全程：$17.1
- 紅磡海底隧道往美孚：$9.3

| - 本線設有12歲以下小童及65歲或以上長者半價優惠。 - 本線不設長者及殘疾人士每程$2.0的票價優惠；12至64歲殘疾人士如使用「殘疾人士身份」個人八達通，以及60至64歲香港居民使用「樂悠咭」繳付車資，會以全費計算。 - 乘客可以現金或八達通於上車時付款，不設找續。 - 每位成人乘客可免費攜帶最多兩名4歲以下而不佔座位的兒童乘客乘車，超額之4歲以下小童必須繳付小童車費乘車。 - 持有「九巴月票」之乘客在車票有效期內，每日可享最多10程任何九龍巴士及龍運巴士路線（包括本路線，合資格車程只適用於九龍巴士／龍運巴士提供的班次；惟乘搭機場「A」及「NA」線則可享原價二七折優惠（不會計算每天10次合資格車程））；而B1線則可每日可享最多2程（不會計算每天10次合資格車程）。 - 九龍巴士、城巴、龍運巴士及陽光巴士全職員工及家屬（不包括外判職員）可免費乘搭本路線（陽光巴士員工及家屬只適用於九龍巴士提供的班次），惟必須拍職員或職員家屬八達通。 - 乘客亦可使用AlipayHK「易乘碼」、支付寶、WeChatHK／微信支付「搭車碼」、銀聯雲閃付「乘車碼」及BOC Pay「乘車碼」、具有感應式支付功能的JCB、卡美國運通、大來國際、Discover Card（只適用於九龍巴士／龍運巴士提供的班次）、VISA、Mastercard及銀聯卡，以及Apple Pay、Google Pay及Samsung Pay流動支付平台繳付車資。九巴班次的乘客使用上述付款方式，將只可享有與其他九巴路線／聯營路線九巴班次之轉乘優惠；城巴班次的乘客使用上述付款方式，將只可享有與其他城巴獨營路線或聯營線城巴班次之轉乘優惠。乘客亦不能享有「公共交通費用補貼計劃」。 |

## 行車路線
經：黃泥涌道、摩理臣山道、堅拿道西、堅拿道天橋、海底隧道、康莊道、漆咸道南、加士居道、彌敦道、長沙灣道及荔枝角道。

### 沿線車站
| 1                    | 跑馬地馬場               | 黃泥涌道     |
| 堅拿道天橋、海底隧道 |                          |              |
| 2                    | 紅磡海底隧道轉車站（C1） | 康莊道       |
| 3                    | 拔萃女書院               | 加士居道     |
| 4                    | 眾坊街（N39）            | 彌敦道       |
| 5                    | 登打士街（N50）          | 彌敦道       |
| 6                    | 山東街（N57）            | 彌敦道       |
| 7                    | 鴉蘭街（N74）            | 彌敦道       |
| 8                    | 楓樹街                   | 長沙灣道     |
| 9                    | 北河街                   | 長沙灣道     |
| 10                   | 怡閣苑                   | 長沙灣道     |
| 11                   | 貿易廣場                 | 長沙灣道     |
| 12                   | 長荔街                   | 長沙灣道     |
| 13                   | 美孚巴士總站             | 美孚巴士總站 |

## 外部連結
新巴
- 過海隧道巴士102R線
- 過海隧道巴士102R線路線圖 （页面存档备份，存于）

九巴
- 過海隧道巴士102R線